# Aveloso
Aveloso é uma povoação portuguesa sede da Freguesia de Aveloso do Município de Mêda, freguesia com 7,53 km² de área e 184 habitantes (censo de 2021), tendo, por isso, uma densidade populacional de 24,4 hab./km².
Foi vila e sede de concelho até 6 de novembro de 1836. Este era constituído apenas pela freguesia da sede e tinha, em 1801, 199 habitantes.
Foram Senhores de Aveloso a família Pacheco Pereira, do Porto.[carece de fontes?]

## Demografia
A população registada nos censos foi:
| Distribuição da População por Grupos Etários | Distribuição da População por Grupos Etários | Distribuição da População por Grupos Etários | Distribuição da População por Grupos Etários | Distribuição da População por Grupos Etários |
| -------------------------------------------- | -------------------------------------------- | -------------------------------------------- | -------------------------------------------- | -------------------------------------------- |
| Ano                                          | 0-14 Anos                                    | 15-24 Anos                                   | 25-64 Anos                                   | > 65 Anos                                    |
| 2001                                         | 48                                           | 46                                           | 128                                          | 65                                           |
| 2011                                         | 30                                           | 25                                           | 108                                          | 44                                           |
| 2021                                         | 28                                           | 16                                           | 96                                           | 44                                           |

## Património
- Pelourinho de Aveloso
- Casa do Soeiro (a ser convertido em Núcleo Museológico)

## Personalidades
Albano de Jesus Beirão é sem dúvida uma figura importante nesta localidade. De acordo com os relatos de pessoas do Aveloso e alguns livros que relatam a história Albano Beirão sofria de uma doença congénita invulgar, que lhe conferia determinados atributos além da capacidade humana. Subia ao pelourinho de cabeça ao contrário, e fazia o pino sem qualquer apoio, saltava paredes com cerca de 6 metros de altura, bebia um cântaro de água (cerca de 5 litros) sem parar, soltava enormes uivos como de um animal se tratasse.
Esta personagem era demasiado temida na sua época que mesmo no Estado Novo, uma época de repressão, o poder político virou costas ao assunto, tenha sido por medo ou qualquer outro motivo. Numa reportagem na revista o "O SÉCULO ILUSTRADO", é dada grande importância a esta história e ao testemunho das pessoas na altura.
Segundo consta numa das sua passagens pelo Porto subiu à Torre dos Clérigos, e numa tentativa do fazerem descer dali, um dos bombeiros acabou por morrer devido à queda.
Na sua estadia por África enfrentava feras e fazia da sua toca a sua própria cama. Tais relatos tornaram-se história a história virou mito, e o mito depressa chegou junto da comunidade científica que procurou estudar este invulgar paciente.
A história tornou-se tão popular que até algumas companhias de teatro levaram ao palco o famosa personagem tão conhecida por Homem Macaco.

## Resultados eleitorais

### Eleições autárquicas (Junta de Freguesia)
| Partido | %    | M    | %    | M    | %    | M    | %    | M    | %    | M    | %    | M    | %    | M    | %    | M    | %    | M    | %    | M    |
| Partido | 1979 | 1979 | 1982 | 1982 | 1985 | 1985 | 1989 | 1989 | 1993 | 1993 | 1997 | 1997 | 2001 | 2001 | 2005 | 2005 | 2009 | 2009 | 2013 | 2013 |
| ------- | ---- | ---- | ---- | ---- | ---- | ---- | ---- | ---- | ---- | ---- | ---- | ---- | ---- | ---- | ---- | ---- | ---- | ---- | ---- | ---- |
| AD      | 58,0 | 5    |      |      |      |      |      |      |      |      |      |      |      |      |      |      |      |      |      |      |
| PS      | 40,3 | 4    | 63,6 | 6    | 52,0 | 4    |      |      |      |      |      |      |      |      |      |      | 47,3 | 3    | 38,5 | 3    |
| CDS-PP  |      |      | 29,7 | 3    | 44,1 | 3    |      |      | 12,8 | 1    |      |      |      |      |      |      |      |      | 41,2 | 3    |
| IND     |      |      |      |      |      |      | 64,7 | 4    | 71,8 | 5    | 79,6 | 7    | 57,3 | 4    |      |      |      |      |      |      |
| PPD/PSD |      |      |      |      |      |      | 33,9 | 3    | 12,8 | 1    |      |      | 39,0 | 3    | 70,6 | 7    | 49,8 | 4    | 16,5 | 1    |